# تاتسويا شيجي
تاتسويا شيجي، لاعب كرة قدم ياباني، من مواليد 20 أكتوبر 1938 باليابان، وقد لعب مباراة واحدة مع منتخب اليابان لكرة القدم.

## روابط خارجية
- تاتسويا شيجي على موقع ناشيونال فوتبول تيمز (الإنجليزية)